# سیارک ۲۳۸۳۷
سیارک ۲۳۸۳۷ (به انگلیسی: 23837 Matthewnanni، نامگذاری:1998QY93) بیست و سه هزار و هشتصد و سی و هفتمین سیارک کشف شده‌است که در ۱۷ اوت ۱۹۹۸ کشف شد.
قدر مطلق سیارک برابر ۷.۸ است.